# 서울시민회관 화재
서울시민회관 화재 사고(-市民會館火災事故)는 1972년 12월 2일, 지금의 세종문화회관 자리에 있었던 서울시민회관에 화재가 일어나 많은 사람들이 죽고 다친 사건이다. 사망 51명, 부상 76명으로 집계되었으며 1971년 대연각호텔 화재, 1974년의 청량리역 대왕코너 화재와 함께 1970년대 서울시 3대 화재 사건 중 하나로 꼽힌다.

## 화재
오후 8시 27분, 서울시민회관에서 문화방송 개국 11주년 10대 가수 청백전 공연이 끝나 관객이 밖으로 나오고 있었다. 당시 무대에 섰던 가수로는 남진, 이상렬, 이용복, 정훈희, 조미미, 하춘화 등이 있으며 신인상 수상자 김세환과 정미조, 특별상 수상자 김추자, 코미디언 구봉서, 곽규석 등도 있었다.
오후 8시 28분 무렵 갑자기 펑하는 소리와 함께 무대 위에 가설된 조명장치가 터지면서 불이 붙었다. 불이 발생하자 한 사람이 뛰쳐나와 빨리 대피하라는 손짓을 하였으며, 열기에 의해 내려진 막이 들어올려지며 그 사이로 무대가 불길에 휩싸이는 모습이 보였다. 꼼짝도 못하고 있는 상황에서 많은 사람들이 옥탑으로 올라가는 통로를 발견하고 용수철 형태 모양의 회전식 계단을 타고 올라가는 선택을 하기도 했다. 연기는 점차 짙은 색으로 바뀌면서 질식 수준의 상황으로 발전하였고, 급기야 정전이 되면서 암흑천지 속에 유리창이 열기로 깨지는 등 복도 쪽 상황은 점차 급박한 상황으로 전개되고 있었다. 이 과정에서 질식으로 쓰러지는 사람, 많은 인파 속에서 압사하는 사람, 창문이 깨지면서 추락하는 사람들이 생겨나 대부분 사망하였다. 어린이와 여자들이 주로 깔리고, 수십 명이 2층에서 1층으로 뛰어내려 2, 3층 사상자가 대부분이었다. 또한 무대 뒤 또는 옥탑 근처에서 근무 중이던 사람들 중에 희생자가 많았으며, 관객들 중 일부가 아래층을 포기하고, 옥탑으로 올라가 희생되었다. 3천 여 관객 대부분은 밖으로 나올 수 있었으나 계단에서 다른 관객에게 밟히거나 무대 뒤 또는 옥탑 근처에서 근무 중이던 사람들이 희생됐다.
이 사고가 있고 6년 후인 1978년 같은 자리에 세종문화회관이 지어졌다.

## 피해
연건평 3,432평 중 소강당을 제외한 3천여 평을 모두 태우고, 탈출하지 못한 51명이 질식 또는 소사하고 76명이 부상을 당했다. 재산 피해액은 약 2억 5,000만 원으로 추산됐다. 부상자 중에는 가수 문주란과 김상희 등이 있었다. 문주란은 화장실 유리창을 깨고 뛰어내렸다가 제2요추 복합골절의 중상을 입었으며 김상희는 왼손과 왼발에 가벼운 부상을 입었다.

## 사진

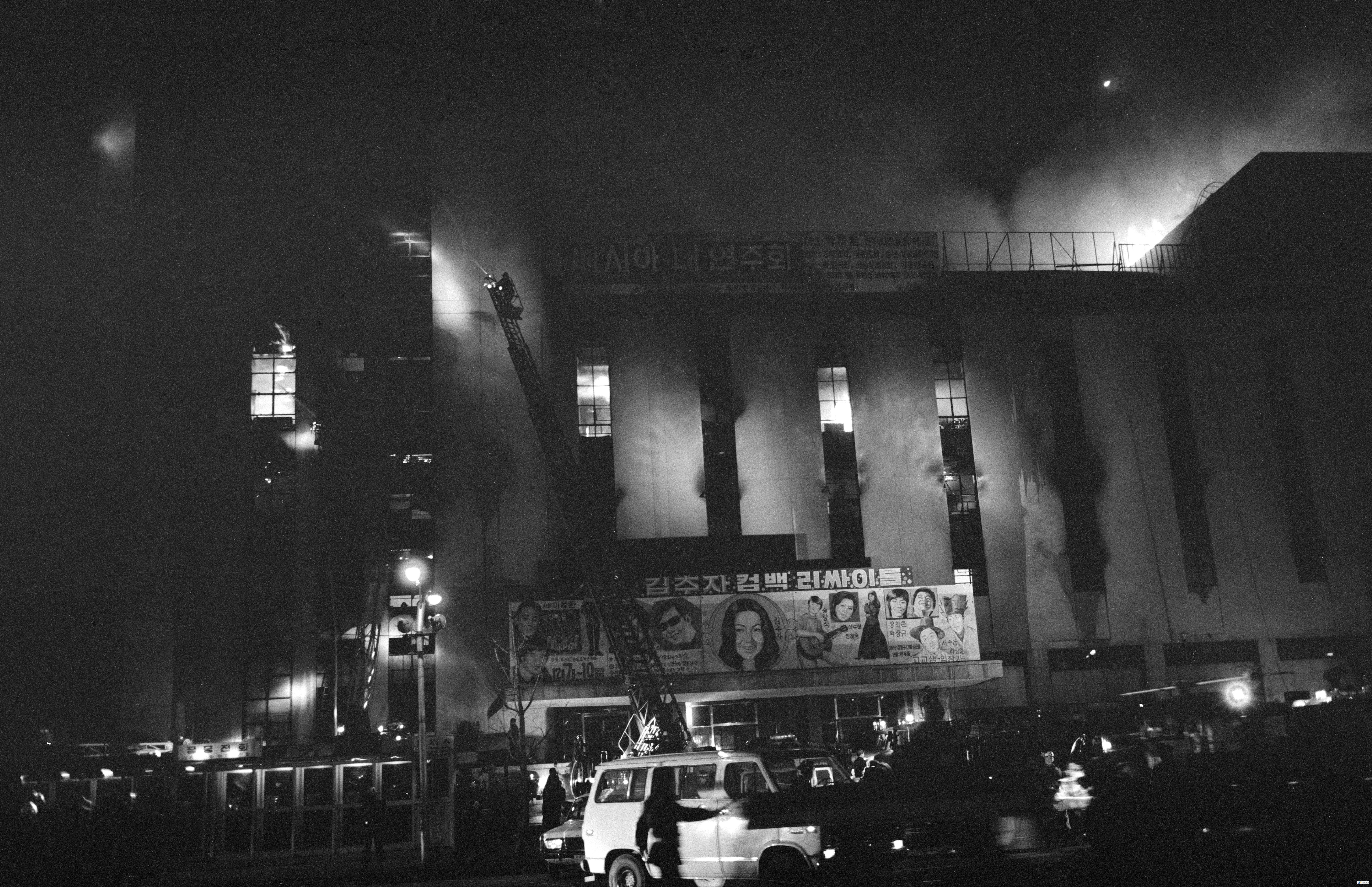
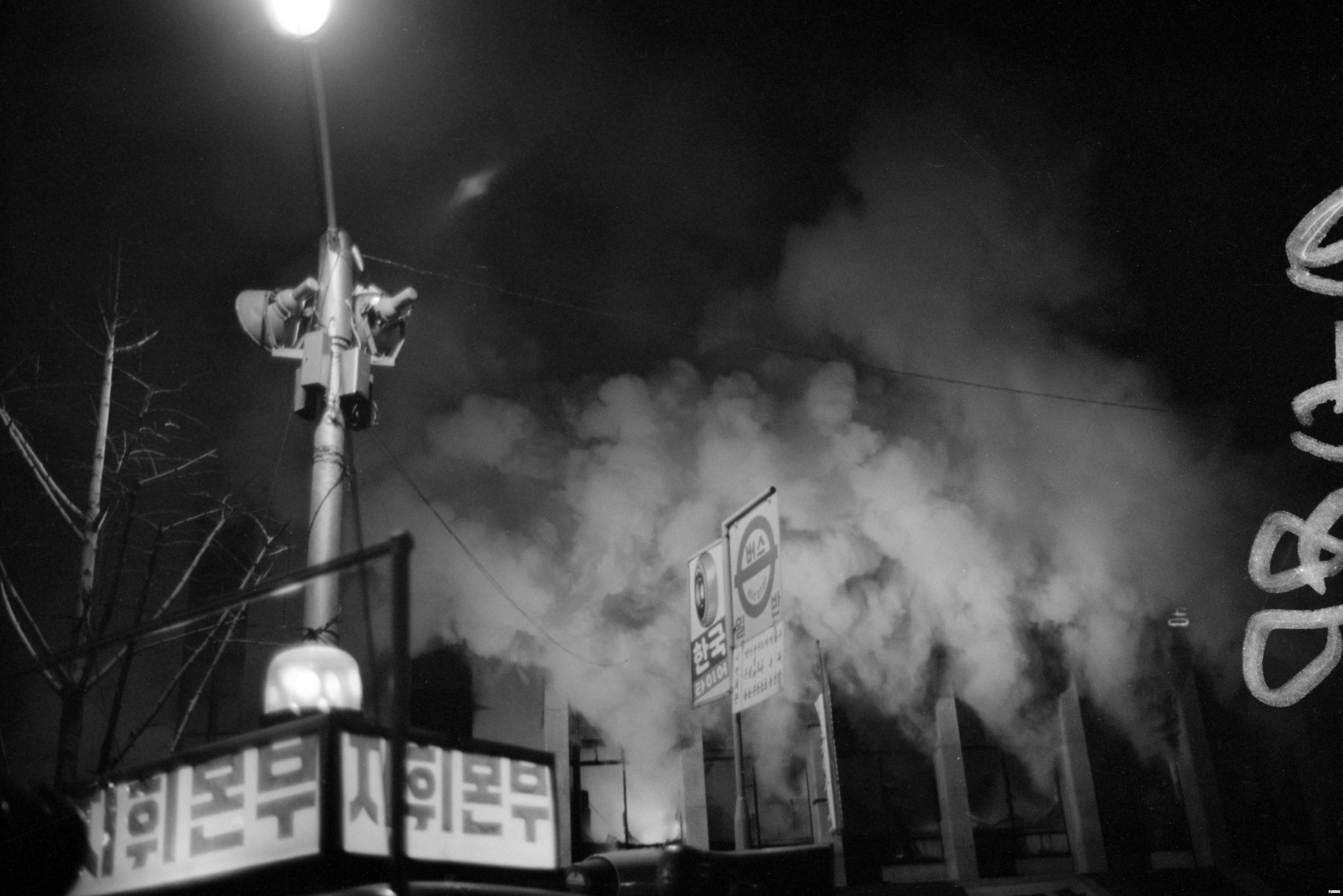
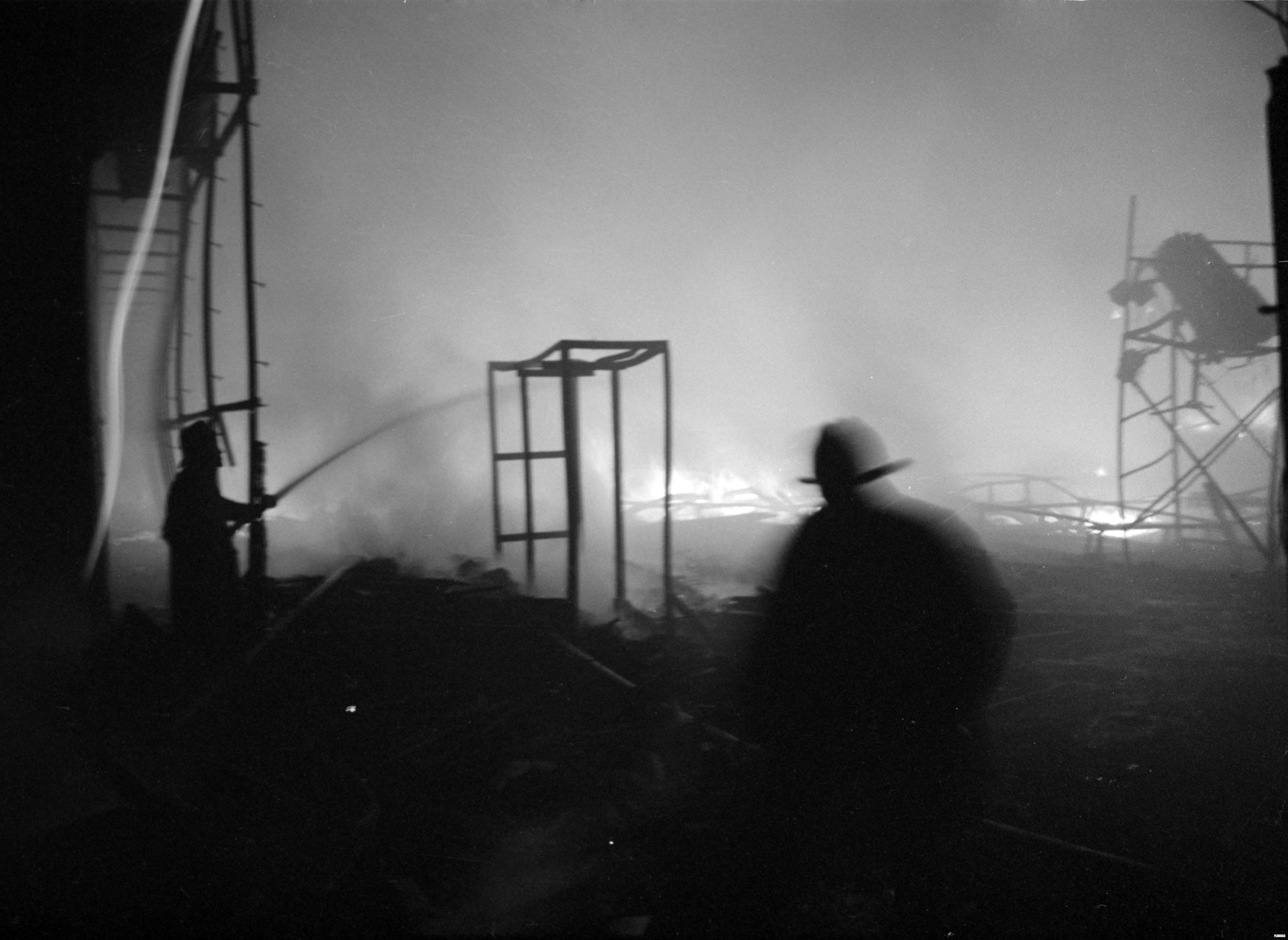
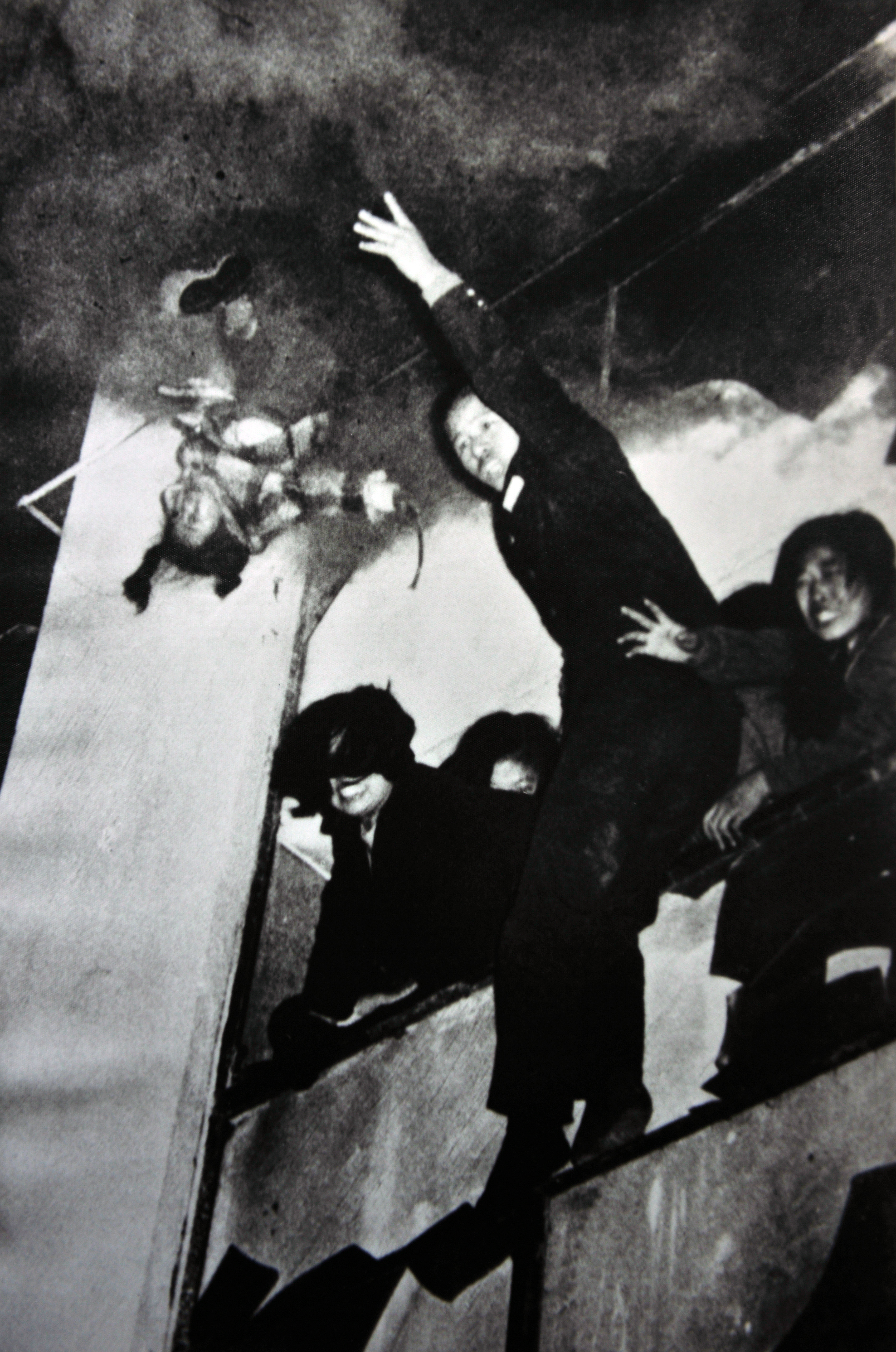
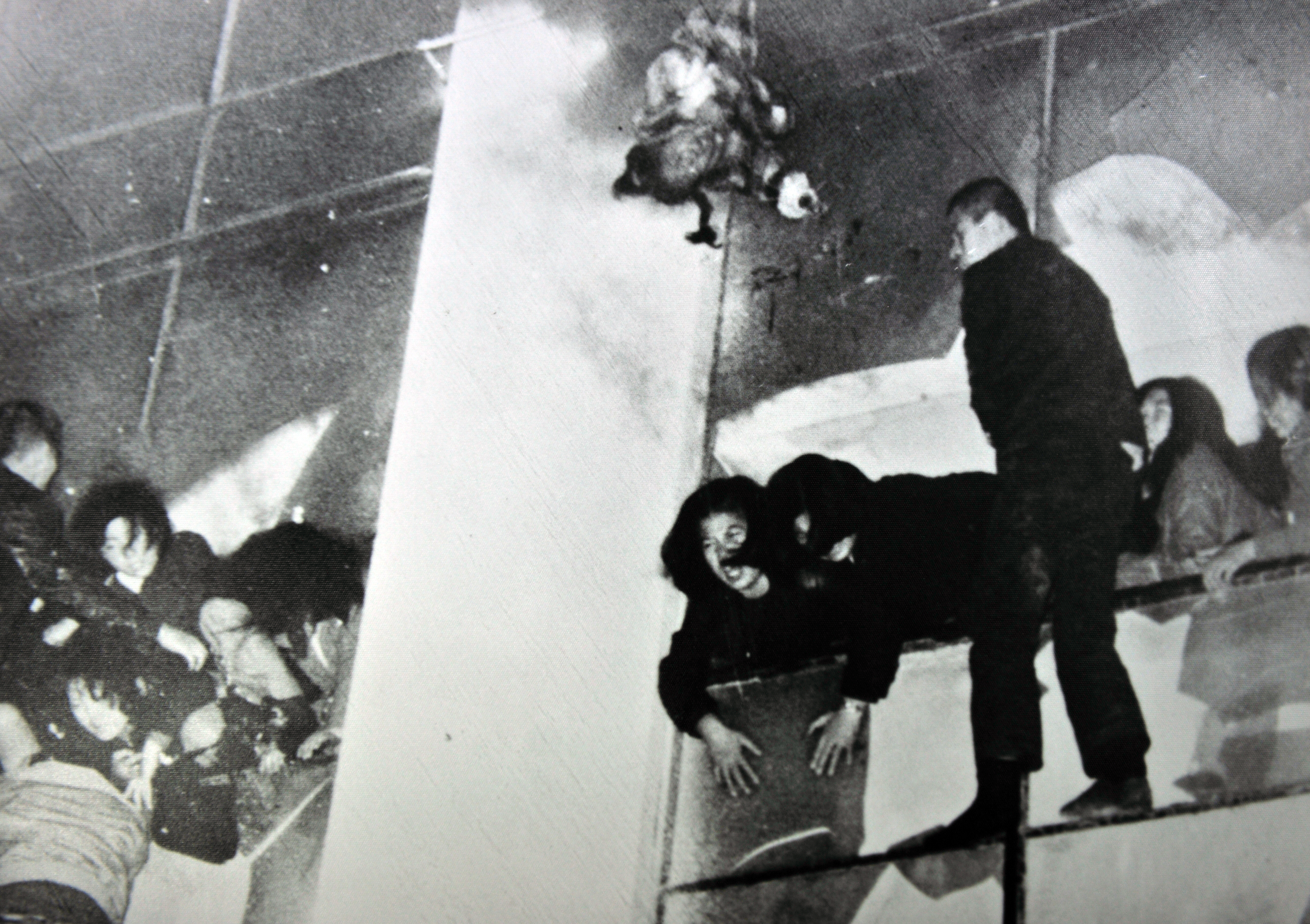